# Hans Tirol

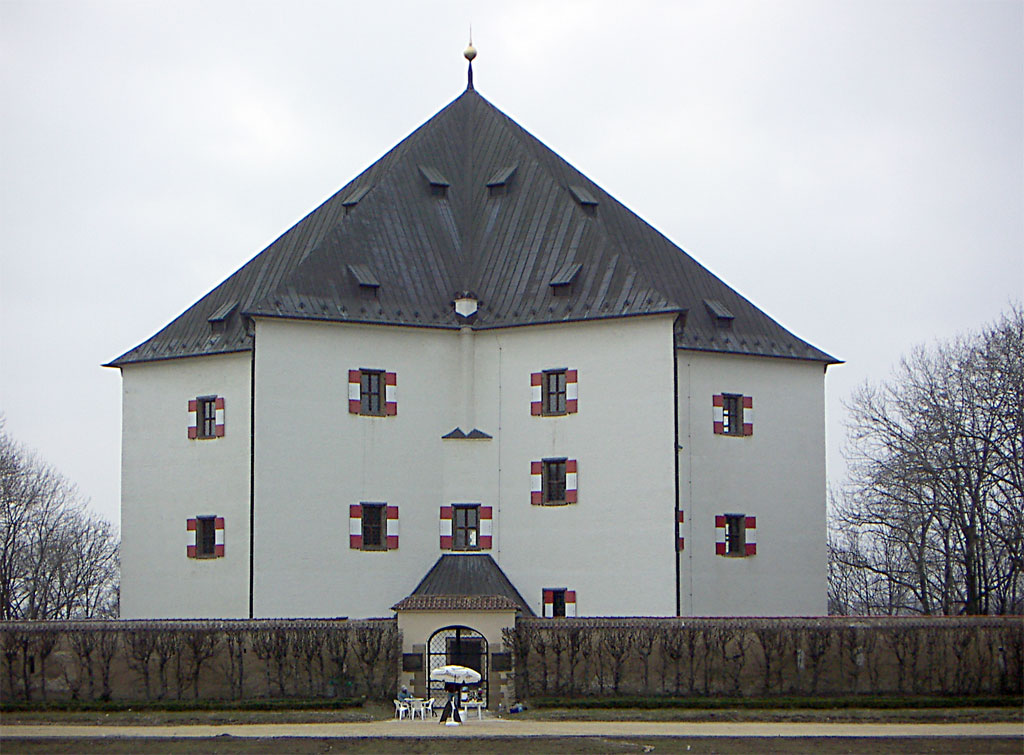
Lovecký letohrádek Hvězda na Bílé hoře

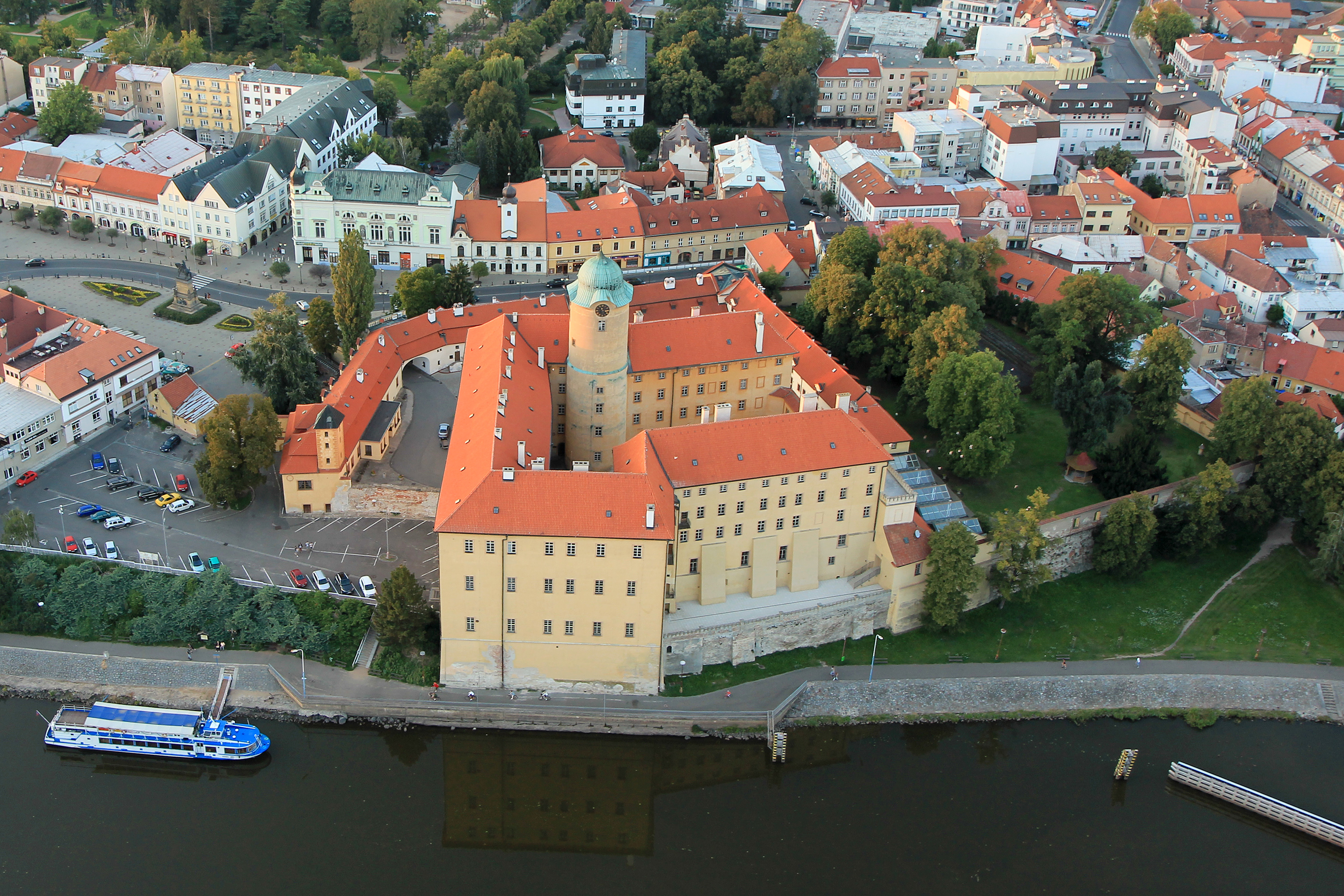
Zámek Poděbrady

Hans Tirol (1505/1506 - 1575/1576, Aušpurk) byl německý stavební mistr působící v Praze.

## Život a činnost
První zprávy o Hansi Tirolovi z roku 1531 jsou z bavorského Augsburgu, kde žil v domě svého tchána, malíře Jörga Breue, se svou manželkou Annou, roz. Breuovou. Pracoval zpočátku jako malíř a společně se švagrem Jörgem Breuem mladším vytvořil nástěnnou malbu augsburského Tkalcovského domu (Weberhaus).
Hans Tirol byl také nakladatelem spisu Römer Kaiserl. Maiestat Carolij der Fünfften Belehrung über das Haws Österreich s kresbami Jörga Breue staršího z let 1535/36 i jeho syna. Jeho Eton-Codex vznikl v roce 1541. V letech 1542 až 1548 je Hans Tirol zmiňován jako městský stavební mistr v Augsburgu. V letech 1544 až 1548 prováděl přestavbu augsburského městského opevnění.
Za panování krále a pozdějšího císaře Ferdinanda I. byl Tirol v roce 1551 povolán k císařskému dvoru do Prahy. Zde se mj. v letech 1552 až 1556 (1559?) podílel na výstavbě horního podlaží pražského letohrádku královny Anny (Belveder) pod vedením architekta Bonifáce Wohlmuta. Dále provedl přestavbu zámků v Kostelci nad Černými lesy a Poděbradech, zámku v Brandýse nad Labem, na Křivoklátě a při výstavbě renesančního letohrádku Hvězda na Bílé hoře.
Tirol spolupracoval s architekty Pietrem Ferraboscem a Bonifácem Wolmutem a ze zdrojů jsou známy plány k restaurování svatovítské katedrály a znalecké posudky.
Nakonec byl v roce 1559 jmenován nejvyšším stavebním mistrem Zemí Koruny české. O čtyři roky byl z této funkce propuštěn a krátce poté dokonce zatčen kvůli zadlužení. V roce 1570 se Tirol vrátil do Augsburgu a zbytek života prožil za milostivé finanční podpory od císaře Maxmiliána II.